# أحمد محمد عبده
أحمد محمد عبده هو روائيٌ وقاصٌ مصري، وعضوٌ في اتحاد كتاب مصر. وُلد عام 1951 في قرية برمكيم التابعة لمركز ديرب نجم في محافظة الشرقية. كان قائدًا للواء 136 مشاة ميكانيكي في حرب أكتوبر عام 1973. يشار أيضًا بأنه عضوٌ في نادي القصة وجمعية المحاربين القدماء وضحايا الحرب.

## مؤلفاته
وضع أحمد عبده عددًا من المؤلفات القصصيَّة، وصدرت معظمها عن الهيئة المصرية العامة للكتاب، ومنها:
- «الجدار السابع» (1990)
- «نقش في عيون موسى» (2005)[1][4]
- «وقائع تجريد الخيول» (2006)
- «مكاشفات البحر الميت» (2007) (ردمك 9789773743888)
- «كلاب الصين» (2007)
- «ثورة 25 يناير والبحث عن طريق» (2012)
- «ثعالب في الدفرسوار» (2011)[5]
- «مصر تخلع النقاب» (2018)[6]
- «حاخامات الدم في الشرق الأوسط» (2019)[7]
- «بنات 6 أبريل» (2019)[8]

## الجوائز
حصل أحمد عبده على عددٍ من الجوائز، ومنها:[بحاجة لمصدر أفضل]
- «جائزة صلاح هلال» عام 2002 بقصر ثقافة نعمان عاشور 2002
- «جائزة مجلة النصر في أدب الحرب» عام 2002.
- «جائزة مسابقة نادي القصة» عام 2002.
- «جائزة مسابقة إحسان عبد القدوس في الرواية» عام 2006.